# 307 км (зупинний пункт)
307 кіломе́тр — колишній пасажирський зупинний пункт Запорізької дирекції Придніпровської залізниці на лінії Пологи — Комиш-Зоря між зупинним пунктом 303 км (5 км) та станцією Магедове (2 км). 
Посадка та висадка пасажирів на (з) поїзди приміського сполучення на зупинному пункті 307 км не здійснюється.